# Schlager Deluxe
Schlager Deluxe ist ein deutscher, frei empfangbarer Fernsehsender mit Sitz in Landshut, der seit Juli 2020 mit einer 5-stündigen Sendeschleife die Frequenz von Zee.One übernommen hat und seit 6. Dezember 2020 auf Sendung ist. Er ist seit Juli 2020 in Deutschland, Österreich und der Schweiz frei empfangbar über Satellit Astra, zudem über mehrere Kabelnetzbetreiber und Streaminganbieter, HD-Austria (Österreich), Sunrise und Swisscom (jeweils Schweiz). Empfangbar ist das Programm via DVB-C, DVB-S und Internet.

## Programm
Der Sender ist von der KommAustria als 24-Stunden-Musikprogramm lizenziert. Es zeigt aktuelle Musikvideos deutschsprachiger Interpreten, mit dem Fokus auf die letzten fünf Jahre. Im Programm sind in zwölf Shows aktuelle Schlager, ebenso Deutsch Pop und Partyschlager, zu finden. Seit 2025 sendet Schlager Deluxe am Sonntagabend. Auch Drama-Krimiserien, z. B. Kommissar Rex oder Bergdoktor und eine Kochsendung (Mimilicious) von Montag bis Dienstag sendet Schlager Deluxe im Nachtprogramm Teleshopping. Über Tag finden sich folgen Schlagersendungen im Programm: Schlager Wecker, Schlager Mix, Megahelden, Voll Neu, Schlagerqueens, Krass Kult, Schlager Deluxe Charts, Schlagermix, 100% Schlager, Schlager Total und Kuschelsong und nur am Wochenende im Programm 100% Wochenende, Nachtexpress und Partyschlager. Zudem gibt es auch Extrasendung unter bestimmten Mottos z. B. Karneval, Tanz in den Mai, Sommerhits oder Silvester.